# Kazan (ustensile de cuisine)

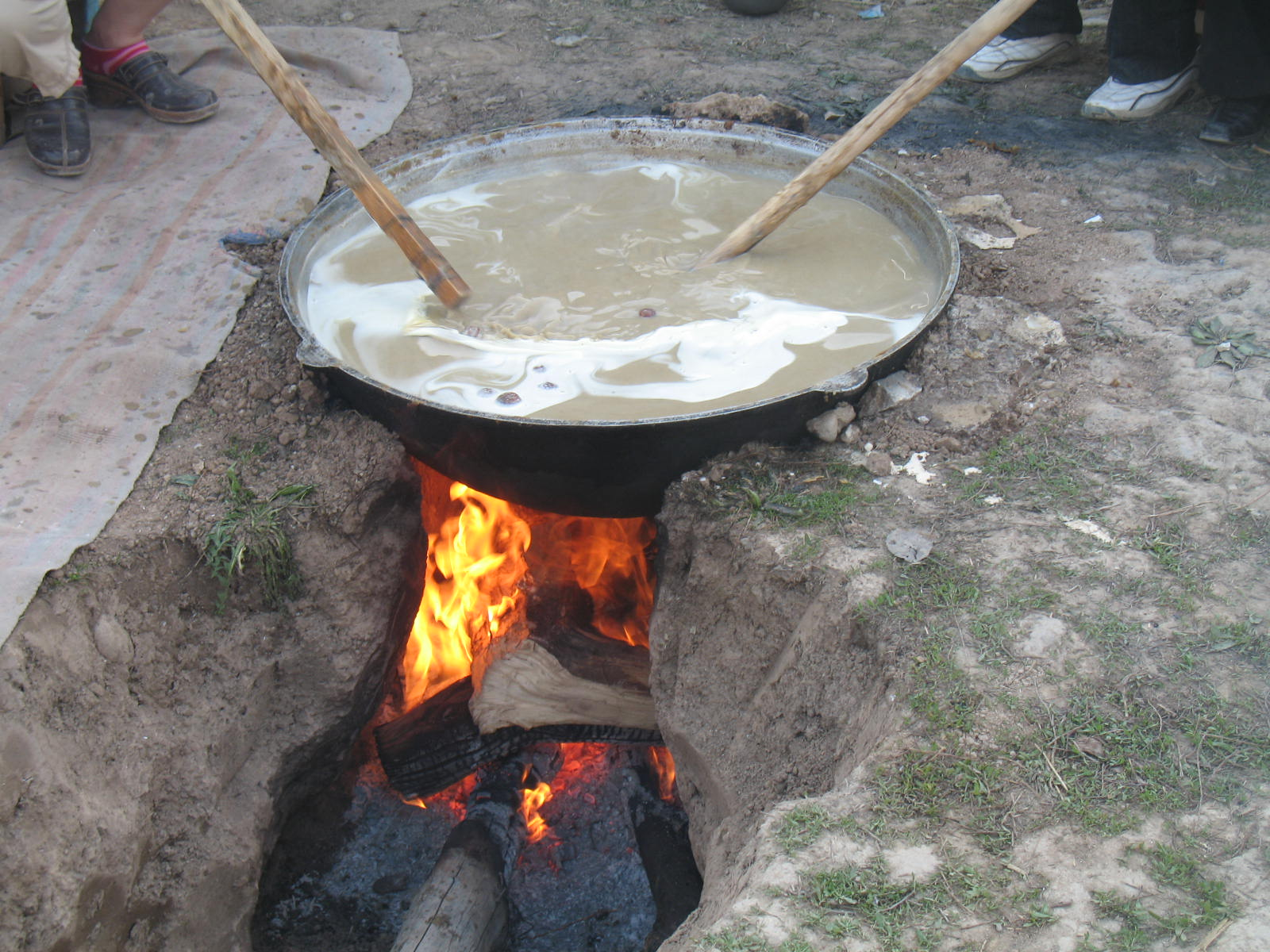
Soumalak préparé dans un kazan sur un foyer.

Un kazan, qazan, qozon, qazghan ou ghazan (azéri : qazan, prononcé [gɑzɑn] ; ouzbek : qozon, prononcé [qɒzɒ́n] ; kazakh : қазан [qɑzɑ́n] ; kirghize : казан [qɑzɑ́n] ; turc : kazan ; arménien : ղազան prononcé [ɣɑzɑn] russe : казан ; serbe : казан / kazan ; roumain : cazan ; albanais : kazan), est une sorte de casserole utilisée en Asie Centrale, Russie et dans les Balkans, grossièrement équivalente à un chaudron ou une cocotte. Différentes formes existent (certaines petites casseroles modernes sont parfois qualifiées de kazan). Elles sont souvent mesurées en termes de capacité, comme « un kazan de 50 litres ». Habituellement, leur diamètre est d'un demi-mètre. Les kazan sont faits en fonte ou de nos jours en aluminium, et ils sont utilisés pour préparer différents plats, comme le plov, le soumalak, la chorba, le kesme, le beshbarmak et le boortsog, et est en cela un élément important des festivités quand la nourriture doit être préparée pour un grand nombre de convives.
Le kazan peut être suspendu au-dessus du foyer de différentes façons. Il est parfois posé sur des montants de métal (un trépied appelé sajayaq). Une alternative utilisée pour les kazan de grande taille est de creuser un trou dans le sol pour aménager une cavité pour le feu en dessous ; dans ce cas, un trou d'accès doit aussi être prévu sur le côté pour permettre d'accéder au feu et pour ne pas l'étouffer. Les petits kazan peuvent être utilisés sur des poêles (à gaz).

## Histoire
Kazan signifie « la chose évidée » en turc. Nous pouvons penser que les kazan semblent avoir été inventés par les nomades turcophones (aucune preuve), et étaient utilisés comme ustensile de cuisine de base. Ils ressemblent par leur forme au wok chinois ou au karahi (en) indien, à quelques différences et aux poignées près. Les Scythes et autres peuples iraniens des steppes occidentales utilisaient des ustensiles de cuisine différents avant les migrations turques. Ils utilisaient des pots de bronze à fond d'argile arrondi, de forme plus ventrue que le profil hémisphérique du kazan. Certains peuples voisins des peuplades turques ont adopté le kazan pour sa praticité.
Dans l'Empire ottoman, le kazan était un symbole commun des régiments de janissaires, qu'ils retournaient quand ils voulaient indiquer qu'ils étaient en conflit avec leur supérieurs. De là vient une expression turque, Kazan devirmek, « Retourner kazan », en synonyme de mutinerie. Le kazan représentait le point de ralliement pour les janissaires et le laisser capturer par l'ennemi était synonyme de disgrâce.
Les kazan de Turquie ont la forme à fond plat typique du Moyen-Orient.

## Tay kazan

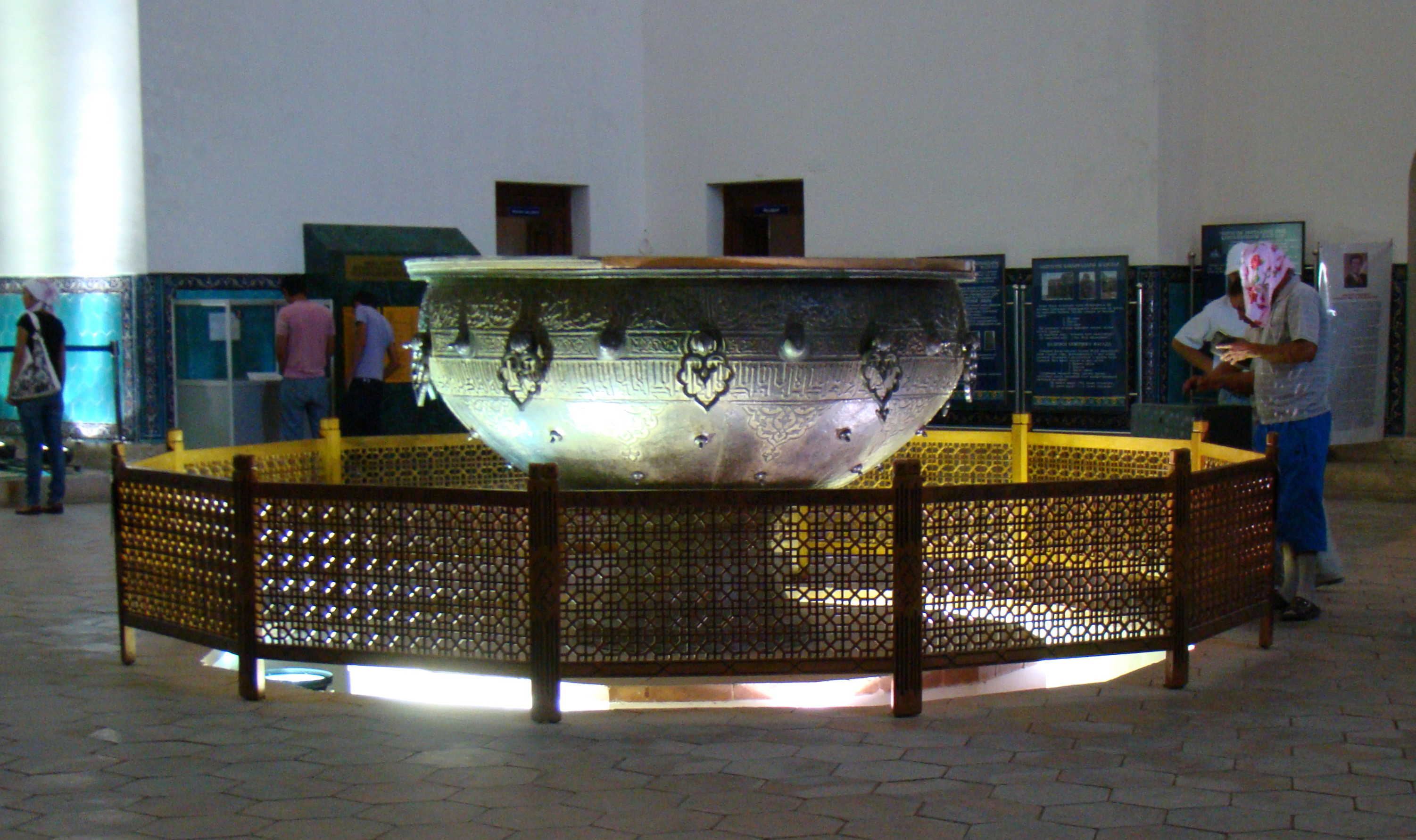
Le tay kazan, à Turkestan.

Le kazan le plus connu est le tay kazan du mausolée de Khoja Ahmed Yasavi à Turkestan au Kazakhstan. D'un diamètre de 2,2 m et d'un poids de 2 tonnes, ce kazan rituel en bronze se trouve au centre de la salle principale du mausolée. Sous l'union soviétique, il a été exposé pendant cinqaunte-quatre ans à Saint Pétersbourg avant d'être rapatrié au Kazakhstan en 1989. Pour les musulmans, le kazan était un symbole d'unité et d'hospitalité, par conséquent, une attention particulière a été apportée à sa taille et à son apparence.

## Nom de ville
Bereket ou Kazandzhik est une ville de la province de Balkan à l'ouest du Turkménistan. Elle est aujourd'hui appelée Bereket. Son nom est composé de kazan et du suffixe -jyk (qui ajoute une connotation de « petite taille »), et signifie donc « petit kazan » ou « petit chaudron ».
Kazan est la capitale et la plus grande ville du Tatarstan en Russie.

## Photos

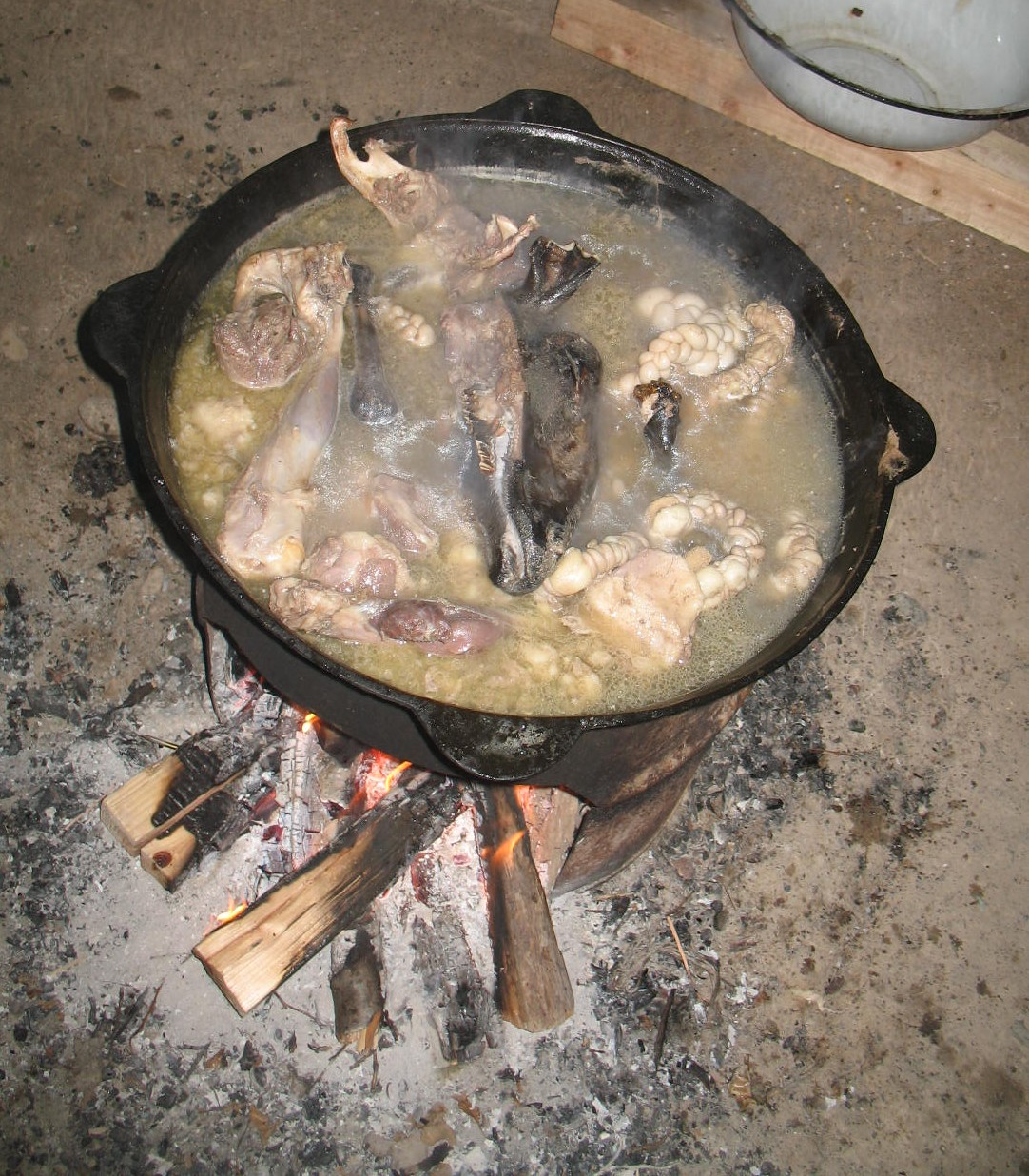
Préparation de la chorba au Kirghizistan.
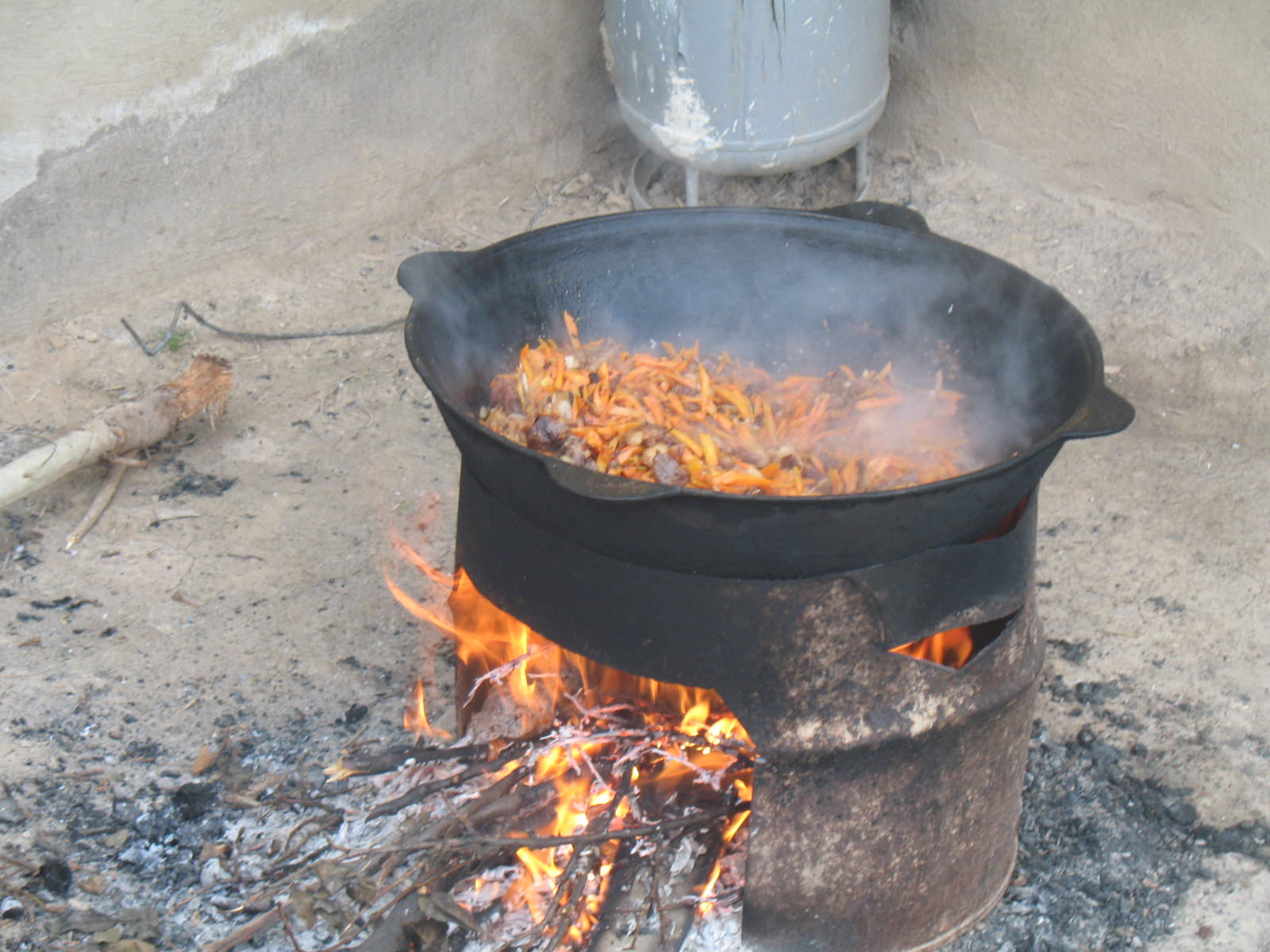
Plov préparé dans un kazan posé sur un trépied.
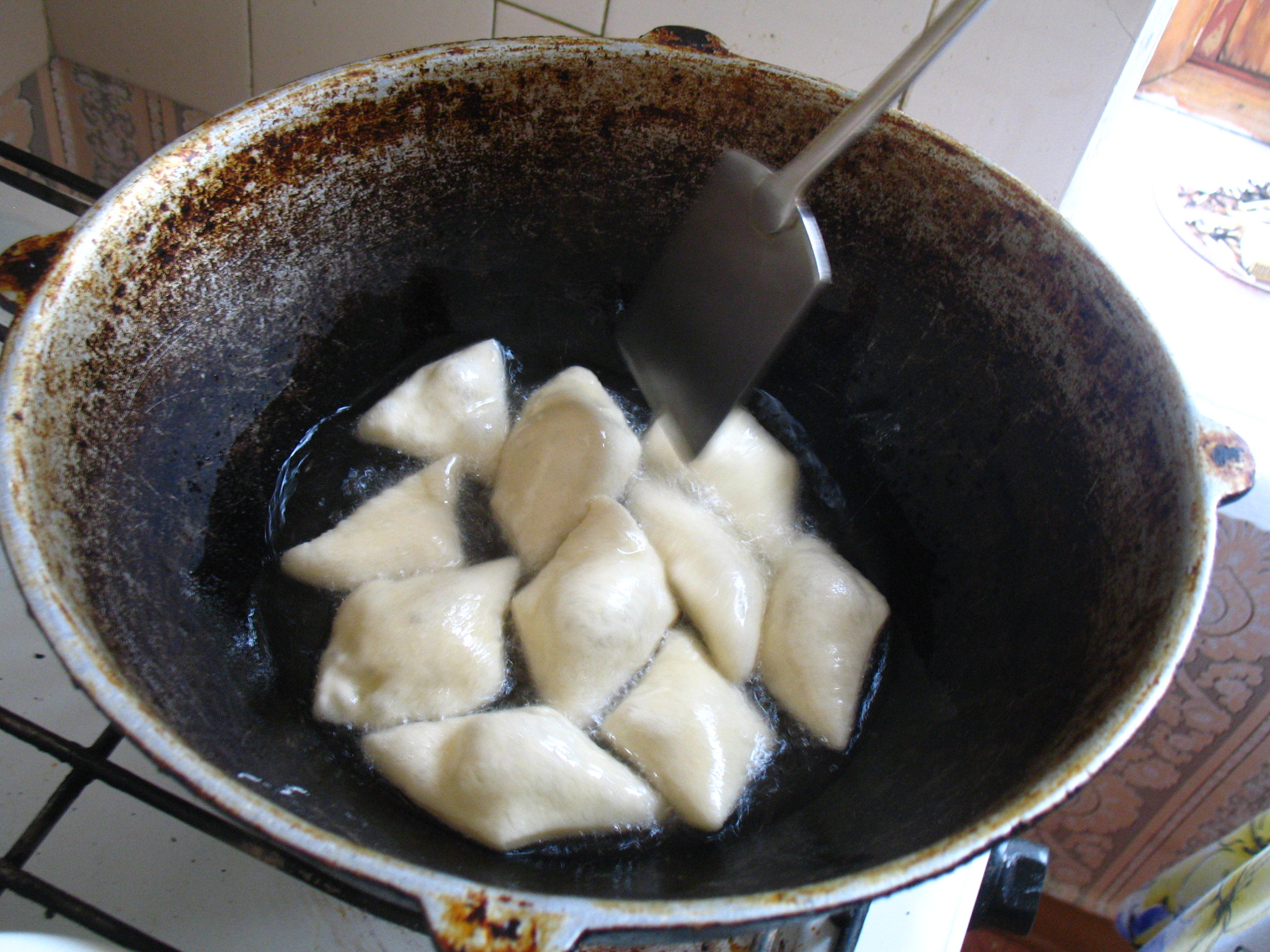
Boortsog frit dans un kazan.
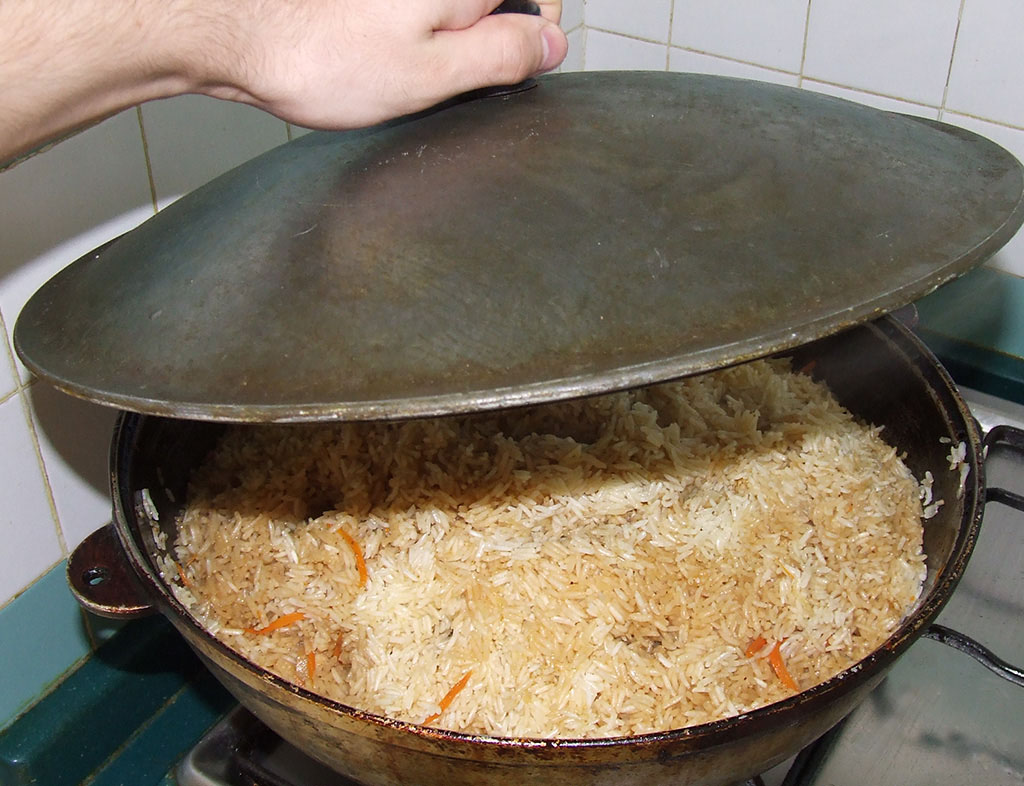
Préparation du plov.